# Cratere Damia
Damia è un cratere sulla superficie di Cerere.